# Simona Paggi
Simona Paggi (Milano, 29 dicembre 1962) è una montatrice italiana.

## Biografia
Ha collaborato frequentemente con diversi registi importanti come Roberto Benigni, Gianni Amelio, John Turturro, Giuseppe Piccioni ed Emanuele Crialese. Nel 1992 vince il David di Donatello come miglior montatrice per il film Il ladro di bambini di Gianni Amelio e ha ottenuto una nomination agli Oscar come miglior montaggio per La vita è bella di Roberto Benigni. Nel 1998 ha collaborato nella miniserie Tv La missione di Maurizio Zaccaro.

## Filmografia
- Porte aperte, regia di Gianni Amelio (1990)
- Tracce di vita amorosa, regia di Peter Del Monte (1990)
- Matilda, regia di Antonietta De Lillo e Giorgio Magliulo (1990)
- Barocco, regia di Claudio Sestieri (1991)
- Il ladro di bambini, regia di Gianni Amelio (1992)
- Volevamo essere gli U2, regia di Andrea Barzini (1992)
- Cominciò tutto per caso, regia di Umberto Marino (1993)
- Niente stasera, regia di Ennio De Dominicis (1993)
- Lamerica, regia di Gianni Amelio (1994)
- Cuore cattivo, regia di Umberto Marino (1995)
- Compagna di viaggio, regia di Peter Del Monte (1996)
- La bruttina stagionata, regia di Anna Di Francisca (1996)
- Finalmente soli, regia di Umberto Marino (1997)
- Once We Were Strangers, regia di Emanuele Crialese (1997)
- La vita è bella, regia di Roberto Benigni (1997)
- La terza luna, regia di Matteo Bellinelli (1997)
- Così ridevano, regia di Gianni Amelio (1998)
- Vite in sospeso, regia di Marco Turco (1998)
- La fame e la sete, regia di Antonio Albanese (1999)
- A casa di Irma, regia di Alberto Bader (1999)
- Fate un bel sorriso, regia di Anna Di Francisca (2000)
- Controvento, regia di Peter Del Monte (2000)
- Amarsi può darsi, regia di Alberto Taraglio (2001)
- Sole negli occhi, regia di Andrea Porporati (2001)
- Momo alla conquista del tempo, regia di Enzo D'Alò (2001)
- Pinocchio, regia di Roberto Benigni (2002)
- Opopomoz, regia di Enzo D'Alò (2003)
- Le chiavi di casa, regia di Gianni Amelio (2004)
- La vita che vorrei, regia di Giuseppe Piccioni (2004)
- Vieni via con me, regia di Carlo Ventura (2005)
- La vida es un carnaval, regia di Samuele Sbrighi (2006)
- La stella che non c'è, regia di Gianni Amelio (2006)
- Il dolce e l'amaro, regia di Andrea Porporati (2007)
- K. Il bandito, regia di Martin Donovan (2008)
- Cocapop, regia di Pasquale Pozzessere (2010)
- Terraferma, regia di Emanuele Crialese (2011)
- Due uomini, quattro donne e una mucca depressa, regia di Anna Di Francisca (2012)
- L'intrepido, regia di Gianni Amelio (2013)
- Gigolò per caso (Fading Gigolo), regia di John Turturro (2013)
- Soldato semplice, regia di Paolo Cevoli (2015)
- La tenerezza, regia di Gianni Amelio (2017)
- Jesus Rolls - Quintana è tornato! (The Jesus Rolls), regia di John Turturro (2019)
- Hammamet, regia di Gianni Amelio (2020)
- Il cattivo poeta, regia di Gianluca Jodice (2020)
- Questo è un uomo, regia di Marco Turco - docu-drama (2021)
- La bambina che non voleva cantare, regia di Costanza Quatriglio – film TV (2021)
- The Good Mothers, regia di Julian Jarrold e Elisa Amoruso - serie TV (2023)
- Campo di battaglia, regia di Gianni Amelio (2024)